# Károlyi utca (Budapešť)
Károlyi utca je ulice v hlavním městě Maďarska, Budapešti. Leží v samotném středu města, v pátém obvodě. Spojuje Františkánské náměstí (maďarsky Ferenciek tere) s Univerzitním náměstím. Je dlouhá 160 metrů.

## Název
Název znamená v češtině doslova Karlova ulice, ve skutečnosti je pojmenována ale po maďarském premiérovi Mihály Károlyim.

## Historie
Ulice se nachází v samém historickém centru Pešti a patří k nejstarším v metropoli. Na historické mapě z roku 1867 se objevovala pod názvem Egyetem utca (Univerzitní ulice) vzhledem k nedaleké historické univerzitní budově. Tento název měla až do druhé světové války, kdy byla přejmenována na současný; v roce 2014 byl zkrácen (odstraněno bylo křestní jméno).

## Doprava
Ulice má podobu pěší zóny, která je rušná a oblíbená především u turistů. Přístupná je ze stanice metra Ferenciek tere.
Pod ulicí vede linka metra M3 budapešťského metra.

## Významné objekty
- Petőfiho literární muzeum